# گوک‌دره (آماسیه)
گوک‌دره (به ترکی استانبولی: Gökdere) یک منطقهٔ مسکونی در ترکیه است که در آماسیه واقع شده‌است.